# Tavaszi kankalin
A tavaszi kankalin (Primula veris) a kankalinfélék (Primulaceae) család Primula nemzetségének Magyarországon őshonos, évelő, lágy szárú faja. Nevének latin jelentése "tavasszal az első".
Európában, a Kaukázusban, Ny-Európában is honos. Magyarországon a Középhegységben elég gyakori, máshol szórványos, lomberdők tisztásain, szegélyein fordul elő. Gyógynövényként is ismert, gyökértörzsét, levelét és virágját is gyűjtik. A leveleket és a virágokat kinyílásukkor száraz időben szedik, és szellős helyen vékony rétegben kiterítve, gyorsan megszárítják, hogy színüket megőrizzék. A gyökereket kiásás után megtisztítják és egészben, szellős helyen megszárítják.

## Jellemzése
Levelei ráncosak, a tőnél, vagy ahhoz közel a legszélesebbek, majd hirtelen elkeskenyedve lefutnak a levélnyélre, a szélük csipkés, fonákjukon enyhén szőrözöttek. Ez a jellegzetes "ásó" formájú levéllemez jól megkülönbözteti a rokon fajoktól.
Virágai kissé egyoldalúak, illatosak, aranysárgák, harangformájúak, sokvirágú ernyőt alkotva. A virágok torkában narancsszínű foltok  vannak.

## Alfajai

### Illatos kankalin
10–30 cm magas. Nagyon hasonlít az alapfajhoz; levelének fonáka azonban sűrűn molyhos, csaknem hófehér; kocsánya, csészéje is fehérebb és tágabb, mint amazé. Pártája halványsárga. Hazánk keleti részének mészkőhegyein találkozhatunk vele.

## Hatóanyaguk
Hatóanyag-összetételük a különböző fajokban más, de lényegében megegyező: triterpén-szaponinok (primulasav komplex), fenolglikozidok, virágban flavonoidok. Leveleiben jelentős a C-vitamin szint. Kiváló expektoráns; görcsös, asztmás köhögés esetén is jó, különösen kombinációban használják.

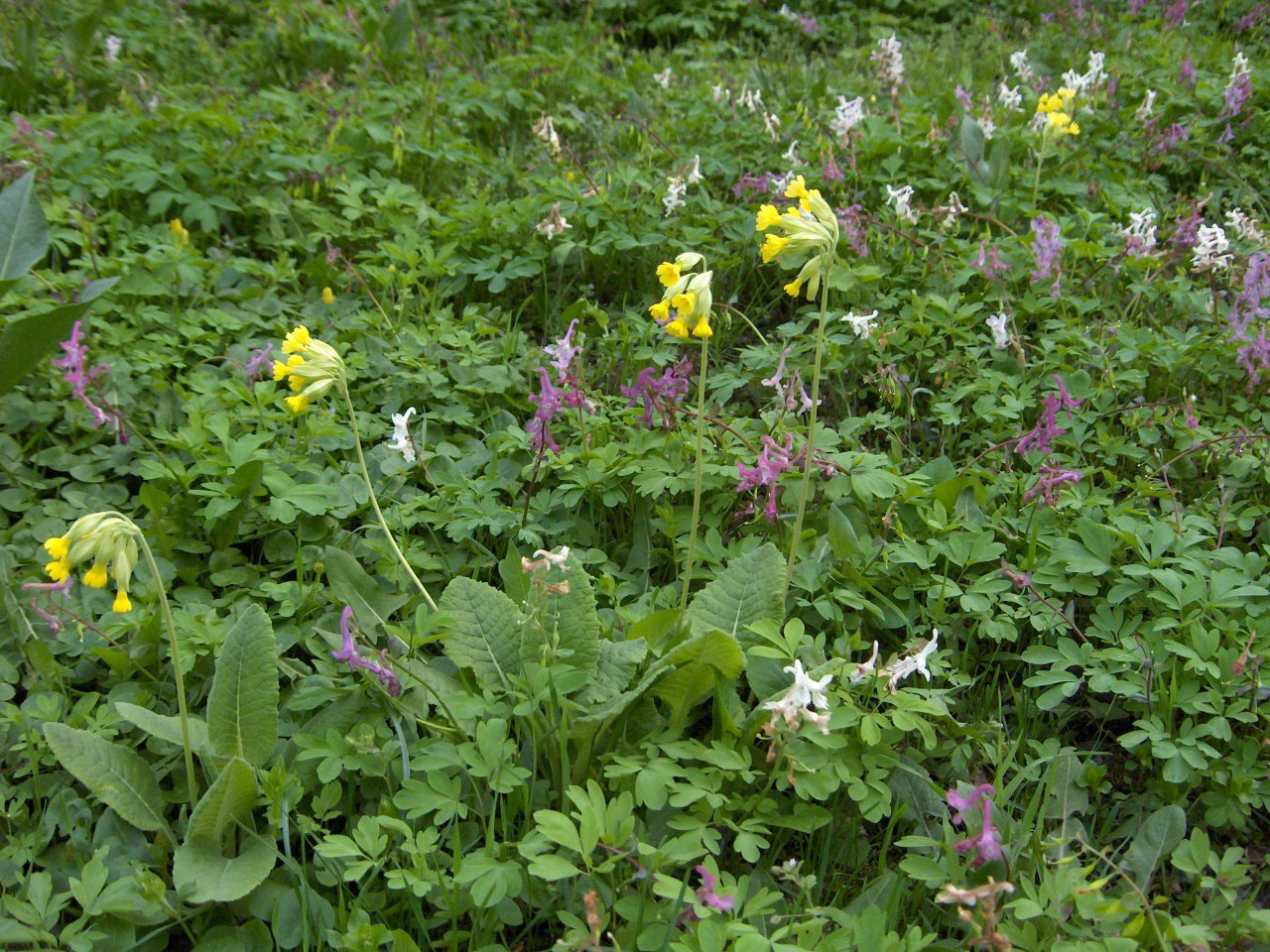
Tavaszi kankalin Odvas keltikék között
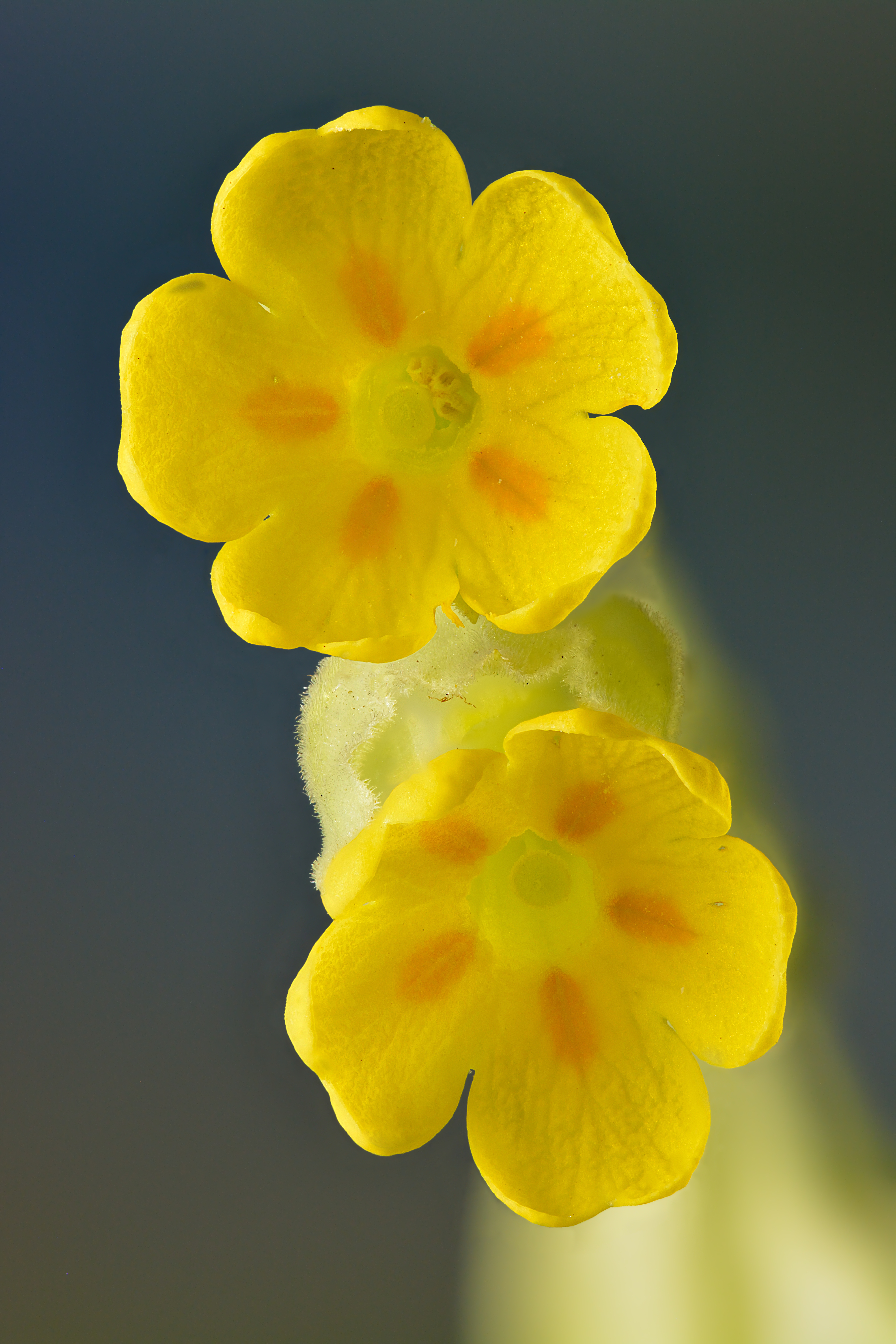
Virágai
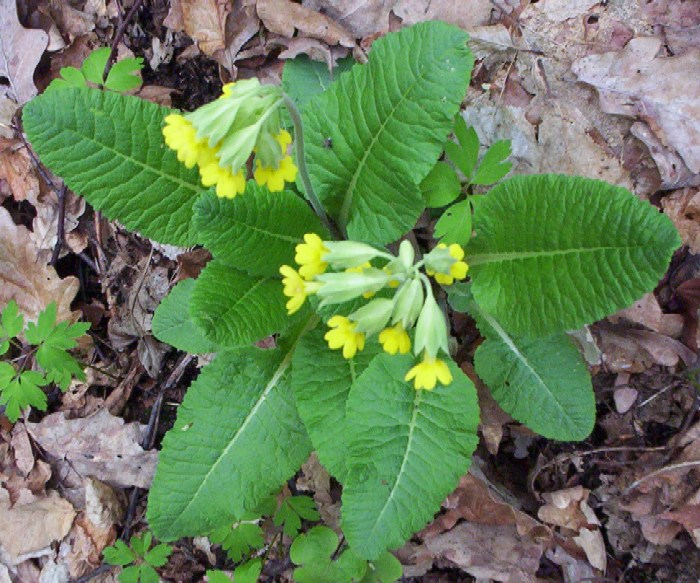
Tőlevélrózsája és virágzata
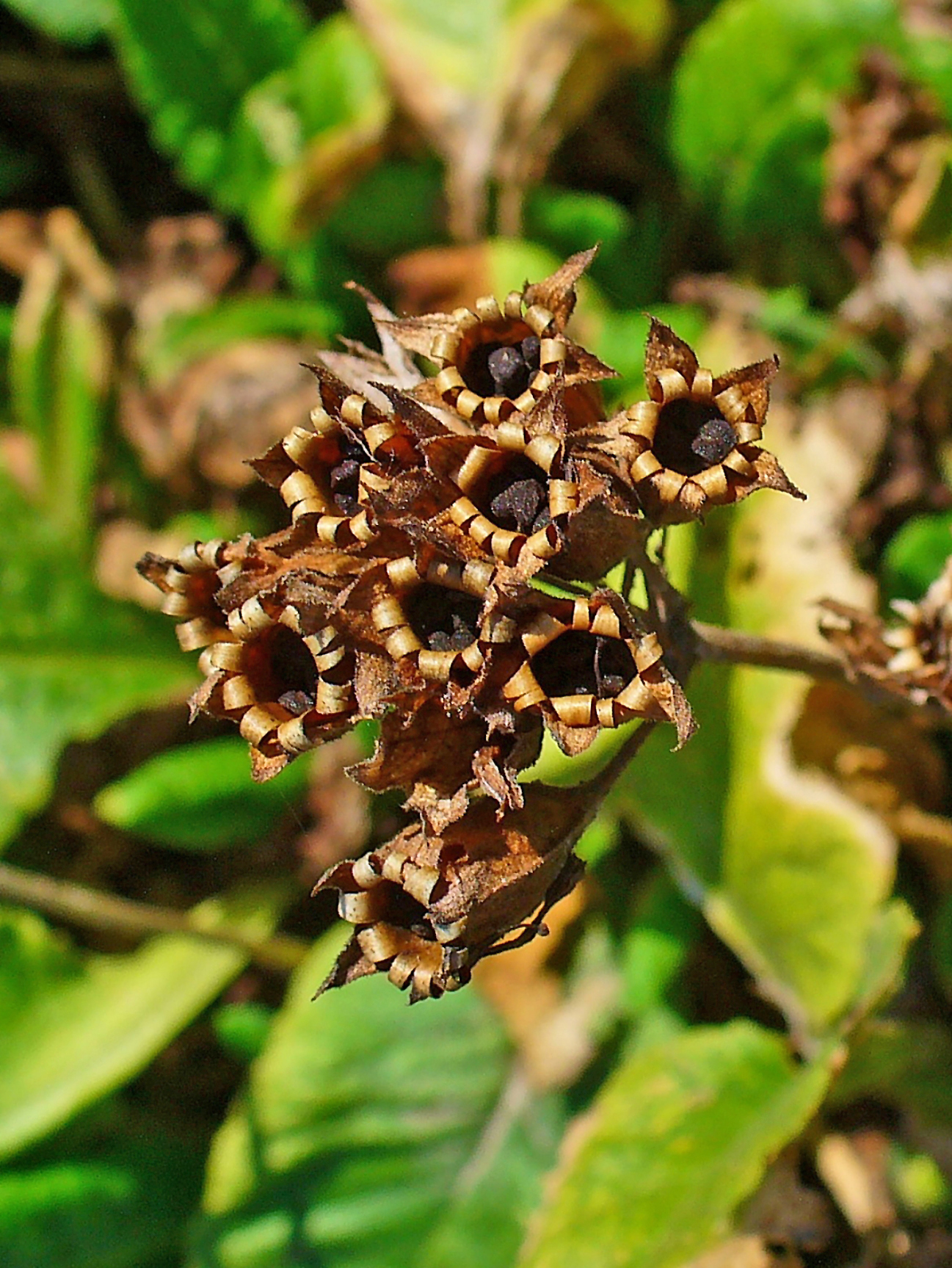
Termése
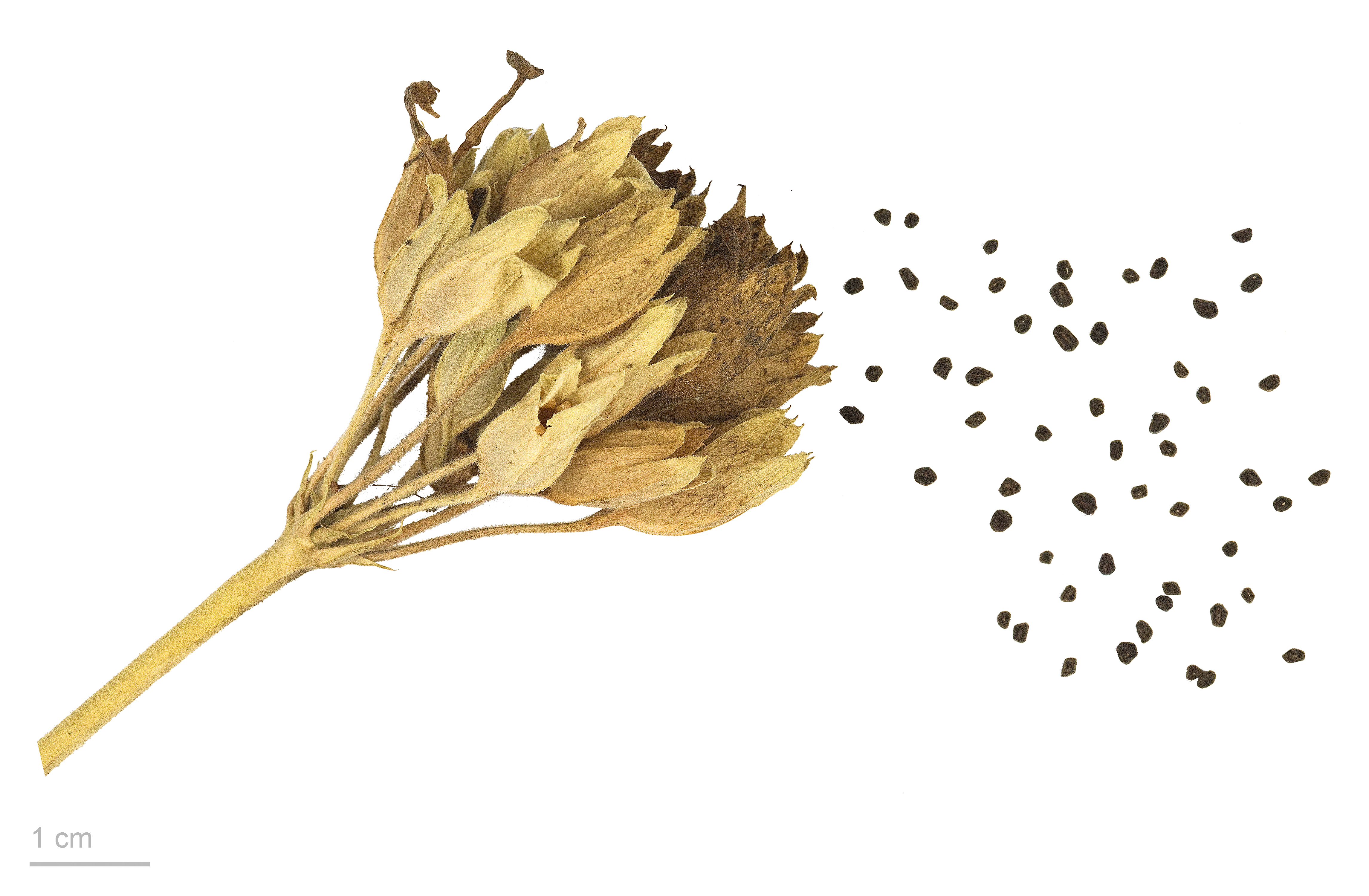
Primula veris - Museum specimen

## Felhasználás
Elsősorban felső légúti hurutokban, a népi gyógyászatban még asztmatikus, köszvényes és neuralgikus panaszok, idegi eredetű fejfájás esetében és szívgyengeség ellen használják. Ha nehezen múló köhögést kell kezelni, ha a váladék nem akar felszakadozni, mindig beválik ez a magas szaponintartalmú gyógynövény. Különösen teaként oldja jól a nyúlós garatváladékot és könnyíti meg kiköhögését. A kankalin gyökere szaponinban nagyon gazdag; 5-10%-ot is tartalmazhat. Ezért a kankalin szinte valamennyi köhögéscsillapító tea fő alkatrésze.